# Maładziożny (przystanek kolejowy w obwodzie grodzieńskim)
Maładziożny (biał. Маладзёжны, ros. Молодёжный) – przystanek kolejowy w miejscowości Smorgonie, w rejonie smorgońskim, w obwodzie grodzieńskim, na Białorusi. Leży na linii Mińsk - Wilno.